# Jürgen Falbe
Jürgen Falbe (* 1933; † 21. Juli 2017) war ein deutscher Chemiker und Manager.

## Leben
Jürgen Falbe studierte von 1954 bis 1959 Chemie an der Universität Bonn, ehe er anschließend bis 1966 am Institut für Grundlagenforschung der Firma Shell auf Schloss Birlinghoven tätig war. Ab 1966 leitete er die Forschungsabteilung von Ruhrchemie, ab 1972 war er außerdem Mitglied im Vorstand. Falbe war von 1984 bis zu seiner Pensionierung 1993 Mitglied der Geschäftsführung von Henkel und leitete den Unternehmensbereich Forschung und Technik. Er war Mitherausgeber der neunten und zehnten Auflage des Römpp Lexikons Chemie.

## Werke
- Jürgen Falbe: Synthesen mit Kohlenmonoxyd. Springer, 1967, ISBN 978-3-642-95009-4.
- Jürgen Falbe: Katalysatoren, Tenside und Mineralöladditive. Thieme, 1995, ISBN 3-13-552601-1.